# Gaiman
Gaiman – miasto w Argentynie, w prowincji Chubut, w departamencie o tej samej nazwie.
Według danych szacunkowych na rok 2010 miejscowość liczyła 4 730 mieszkańców.